# Dragan Đilas
Dragan Đilas, cyr. Драган Ђилас (ur. 22 lutego 1967 w Belgradzie) – serbski przedsiębiorca i polityk, w latach 2007–2008 minister bez teki odpowiedzialny za narodowy plan inwestycyjny, w latach 2008–2013 burmistrz Belgradu, od 2012 do 2014 przewodniczący Partii Demokratycznej.

## Życiorys
Ukończył studia na wydziale inżynierii mechanicznej Uniwersytetu w Belgradzie. W latach 1991–1992 organizował demonstracje studenckie przeciwko rządom Slobodana Miloševicia. Do 1994 pracował jako dziennikarz Radia Index, a następnie wydawca wiadomości w radiu B92. W 1994 zajął się prowadzeniem działalności gospodarczej jako udziałowiec spółek prawa handlowego. Powołał także organizację charytatywną Naša Srbija.
W 2004 wstąpił do Partii Demokratycznej. Powołany wkrótce w skład władz krajowych, w 2006 został przewodniczącym stołecznych struktur partii, a w 2010 jej wiceprezesem. Z ramienia tego ugrupowania wybierany do Zgromadzenia Narodowego (2007, 2008, 2012). W 2004 prezydent Boris Tadić powierzył mu stanowisko dyrektora nowo utworzonego biura ludowego. Od maja 2007 do lipca 2008 zajmował stanowisko ministra bez teki odpowiedzialnego za narodowy plan inwestycyjny. W sierpniu 2008 został burmistrzem serbskiej stolicy, sprawując ten urząd do listopada 2013. W latach 2011–2016 był prezesem serbskiej federacji koszykarskiej KSS.
W międzyczasie w 2012 zastąpił Borisa Tadicia na stanowisku przewodniczącego Partii Demokratycznej. W 2014 z listy DS został ponownie wybrany do Skupsztiny. W tym samym roku nowym przewodniczącym partii został Bojan Pajtić. W 2016 opuścił Partię Demokratyczną, a w 2019 stanął na czele ugrupowania pod nazwą  Partia Wolności i Sprawiedliwości. W 2018 współtworzył porozumienie ugrupowań opozycyjnych nazwane Sojusz dla Serbii; koalicja ta zbojkotowała wybory parlamentarne w 2020, uznając je za niedemokratyczne. W wyborach w 2023 kandydował z trzeciego miejsca na liście nowej opozycyjnej koalicji Serbia przeciw Przemocy, w wyniku głosowania ponownie uzyskał mandat poselski.